# Діомед

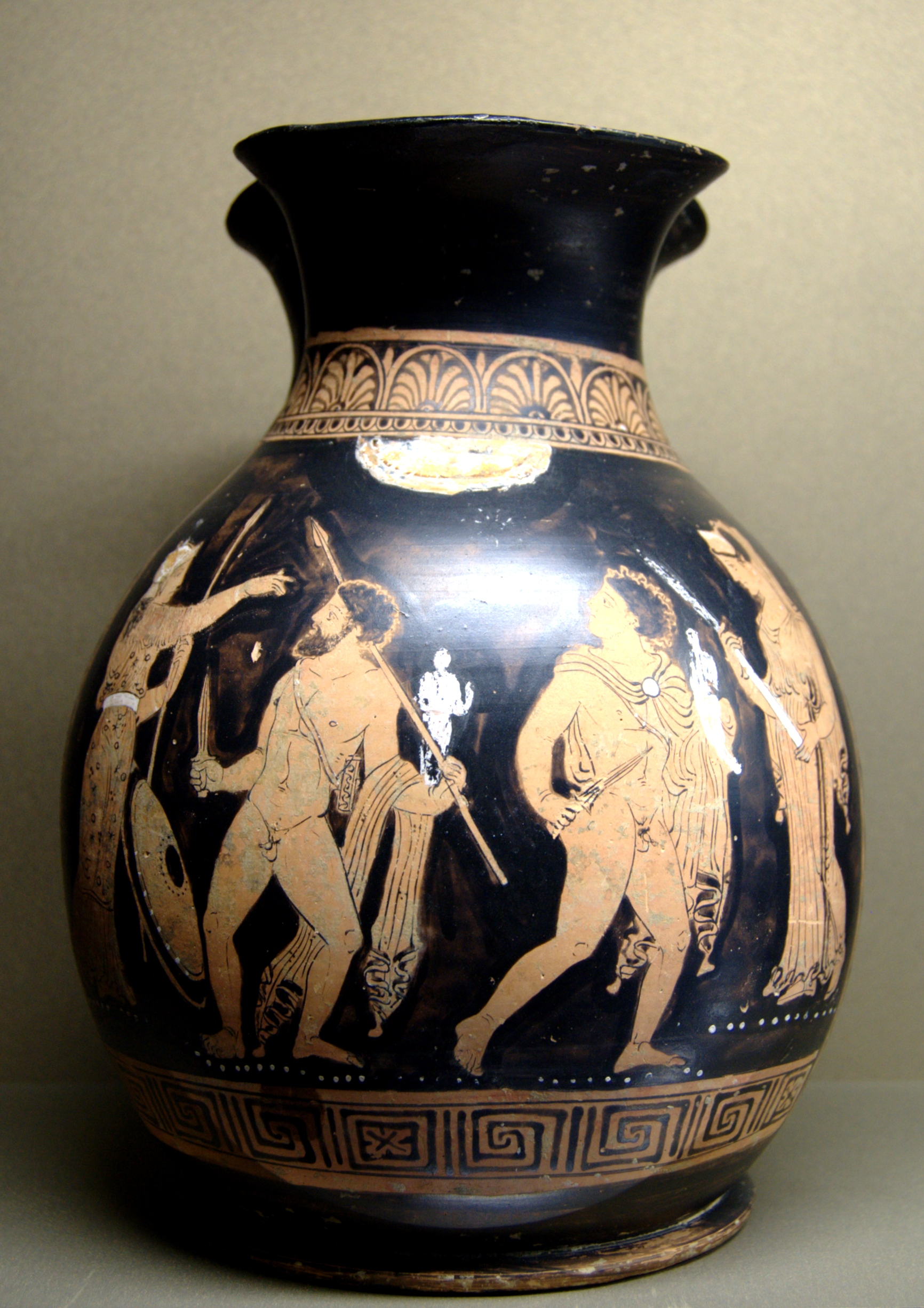
Одіссей та Діомед викрадають палладій з Трої, ойнохоя вазописця школи Вазописця Іліуперса, Лувр

Діоме́д (грец. Διομήδη) — цар Аргосу, син Тідея, онук Адраста; один з найхоробріших героїв Троянської війни.
Під Троєю за сприянням Афіни поранив Ареса й Афродіту. У змаганнях над могилою Патрокла здобув перемогу. За епічним переказом, Діомед вивіз з острова Лемнос Філоктета і потрібну для здобуття Трої зброю Геракла; за Есхілом, це зробив Одіссей, за Евріпідом — Одіссей і Діомед, а в Софокла місце Діомеда займає Неоптолем.
Діомед був у середині Троянського коня. За однією з версій, разом з Одіссеєм викрав Ресових коней і троянський палладій. Після здобуття Трої Діомед повернувся до Аргосу і, довідавшись, що дружина зрадила його, вирушив на батьківщину свого батька в Етолію. Коли повертався з Етолії в Аргос, буря занесла його до Італії (в Апулію), де він одружився з дочкою царя Давна. За переказом, Діомед заснував Арпи та інші міста в Італії, відтак зник, а його супутники були перетворені на птахів. Про смерть Діомеда існує кілька переказів: за одним, він помер у Давнії, за другим — після повернення до Аргосу, за третім — на одному з островів Адріатичного моря. В Аргосі під час свят Афіни влаштовано святкові процесії на честь Діомеда з несенням його щита й палладія.